# Saint-Firmin (Saône-et-Loire)
Pour les articles homonymes, voir Saint-Firmin.
Saint-Firmin est une commune française située dans le département de Saône-et-Loire, en région Bourgogne-Franche-Comté.

## Géographie

### Climat
Pour des articles plus généraux, voir Climat de la Bourgogne-Franche-Comté et Climat de Saône-et-Loire.
En 2010, le climat de la commune est de type climat océanique dégradé des plaines du Centre et du Nord, selon une étude du Centre national de la recherche scientifique s'appuyant sur une série de données couvrant la période 1971-2000. En 2020, Météo-France publie une typologie des climats de la France métropolitaine dans laquelle la commune est exposée à un climat océanique altéré et est dans la région climatique Lorraine, plateau de Langres, Morvan, caractérisée par un hiver rude (1,5 °C), des vents modérés et des brouillards fréquents en automne et hiver.
Pour la période 1971-2000, la température annuelle moyenne est de 10,3 °C, avec une amplitude thermique annuelle de 17 °C. Le cumul annuel moyen de précipitations est de 921 mm, avec 12 jours de précipitations en janvier et 7,3 jours en juillet. Pour la période 1991-2020, la température moyenne annuelle observée sur la station météorologique de Météo-France la plus proche, « Saint-Symphorien de Marmagne », sur la commune de Saint-Symphorien-de-Marmagne à 11 km à vol d'oiseau, est de 11,1 °C et le cumul annuel moyen de précipitations est de 974,4 mm. 
La température maximale relevée sur cette station est de 42 °C, atteinte le 18 juillet 1964 ; la température minimale est de −22 °C, atteinte le 16 janvier 1985,,.
Les paramètres climatiques de la commune ont été estimés pour le milieu du siècle (2041-2070) selon différents scénarios d'émission de gaz à effet de serre à partir des nouvelles projections climatiques de référence DRIAS-2020. Ils sont consultables sur un site dédié publié par Météo-France en novembre 2022.

## Urbanisme

### Typologie
Au 1er janvier 2024, Saint-Firmin est catégorisée commune rurale à habitat dispersé, selon la nouvelle grille communale de densité à sept niveaux définie par l'Insee en 2022.
Elle appartient à l'unité urbaine du Creusot, une agglomération intra-départementale regroupant six  communes, dont elle est une commune de la banlieue,,. Par ailleurs la commune fait partie de l'aire d'attraction du Creusot, dont elle est une commune de la couronne,. Cette aire, qui regroupe 22 communes, est catégorisée dans les aires de moins de 50 000 habitants,.

### Occupation des sols
L'occupation des sols de la commune, telle qu'elle ressort de la base de données européenne d’occupation biophysique des sols Corine Land Cover (CLC), est marquée par l'importance des territoires agricoles (65,8 % en 2018), une proportion sensiblement équivalente à celle de 1990 (66 %). La répartition détaillée en 2018 est la suivante : prairies (47,1 %), forêts (29,8 %), zones agricoles hétérogènes (16,5 %), zones urbanisées (2,3 %), terres arables (2,2 %), milieux à végétation arbustive et/ou herbacée (2 %). L'évolution de l’occupation des sols de la commune et de ses infrastructures peut être observée sur les différentes représentations cartographiques du territoire : la carte de Cassini (XVIIIe siècle), la carte d'état-major (1820-1866) et les cartes ou photos aériennes de l'IGN pour la période actuelle (1950 à aujourd'hui).

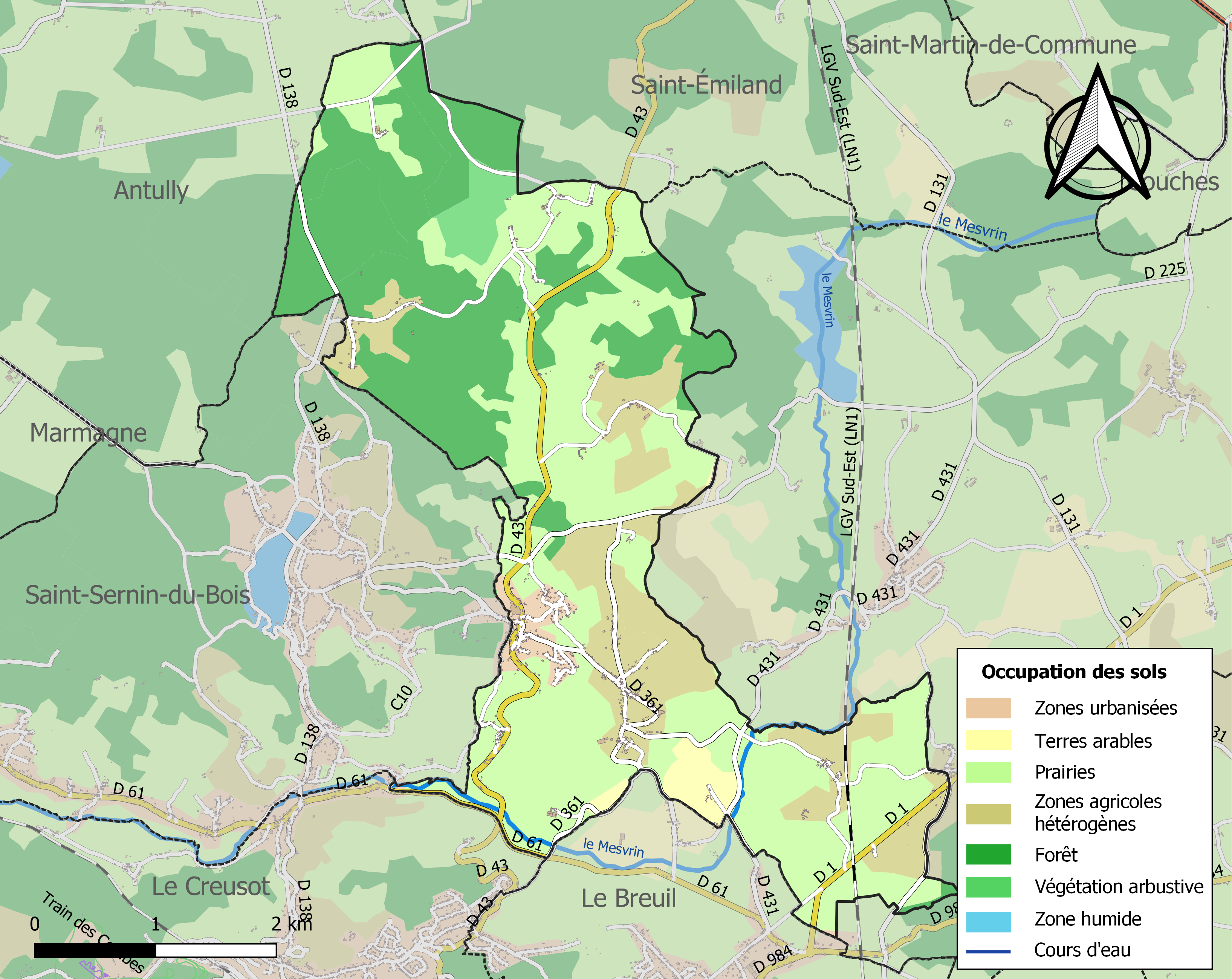
Carte des infrastructures et de l'occupation des sols de la commune en 2018 (CLC).

## Histoire
Le bourg fut le siège d'un prieuré des chanoines réguliers de saint Augustin.
Le prieur Jean-Baptiste-Augustin de Salignac Fénelon affranchit le bourg en 1749, et fait rebâtir l'église et le presbytère.

## Politique et administration
| Période                                  | Période    | Identité            | Étiquette | Qualité |
| ---------------------------------------- | ---------- | ------------------- | --------- | ------- |
| juin 1995                                | avril 2011 | Christian Corneloup | SE        |         |
| avril 2011                               | en cours   | Georges Lacour      | SE        |         |
| Les données manquantes sont à compléter. |            |                     |           |         |

## Démographie
L'évolution du nombre d'habitants est connue à travers les recensements de la population effectués dans la commune depuis 1793. Pour les communes de moins de 10 000 habitants, une enquête de recensement portant sur toute la population est réalisée tous les cinq ans, les populations de référence des années intermédiaires étant quant à elles estimées par interpolation ou extrapolation. Pour la commune, le premier recensement exhaustif entrant dans le cadre du nouveau dispositif a été réalisé en 2005.

En 2022, la commune comptait 785 habitants, en évolution de −11,1 % par rapport à 2016 (Saône-et-Loire : −1,06 %, France hors Mayotte : +2,11 %).
| 1793 | 1800 | 1806 | 1821 | 1831 | 1836 | 1841 | 1846 | 1851 |
| ---- | ---- | ---- | ---- | ---- | ---- | ---- | ---- | ---- |
| 556  | 576  | 503  | 549  | 572  | 555  | 602  | 643  | 624  |

| 1856 | 1861 | 1866 | 1872 | 1876 | 1881 | 1886 | 1891 | 1896 |
| ---- | ---- | ---- | ---- | ---- | ---- | ---- | ---- | ---- |
| 667  | 687  | 627  | 616  | 656  | 733  | 747  | 779  | 810  |

| 1901 | 1906 | 1911 | 1921 | 1926 | 1931 | 1936 | 1946 | 1954 |
| ---- | ---- | ---- | ---- | ---- | ---- | ---- | ---- | ---- |
| 789  | 863  | 899  | 771  | 721  | 742  | 680  | 662  | 641  |

| 1962 | 1968 | 1975 | 1982 | 1990 | 1999 | 2005 | 2006 | 2010 |
| ---- | ---- | ---- | ---- | ---- | ---- | ---- | ---- | ---- |
| 596  | 542  | 588  | 711  | 778  | 773  | 776  | 760  | 809  |

| 2015 | 2020 | 2022 | - | - | - | - | - | - |
| ---- | ---- | ---- | - | - | - | - | - | - |
| 874  | 805  | 785  | - | - | - | - | - | - |

## Culture locale et patrimoine

### Lieux et monuments

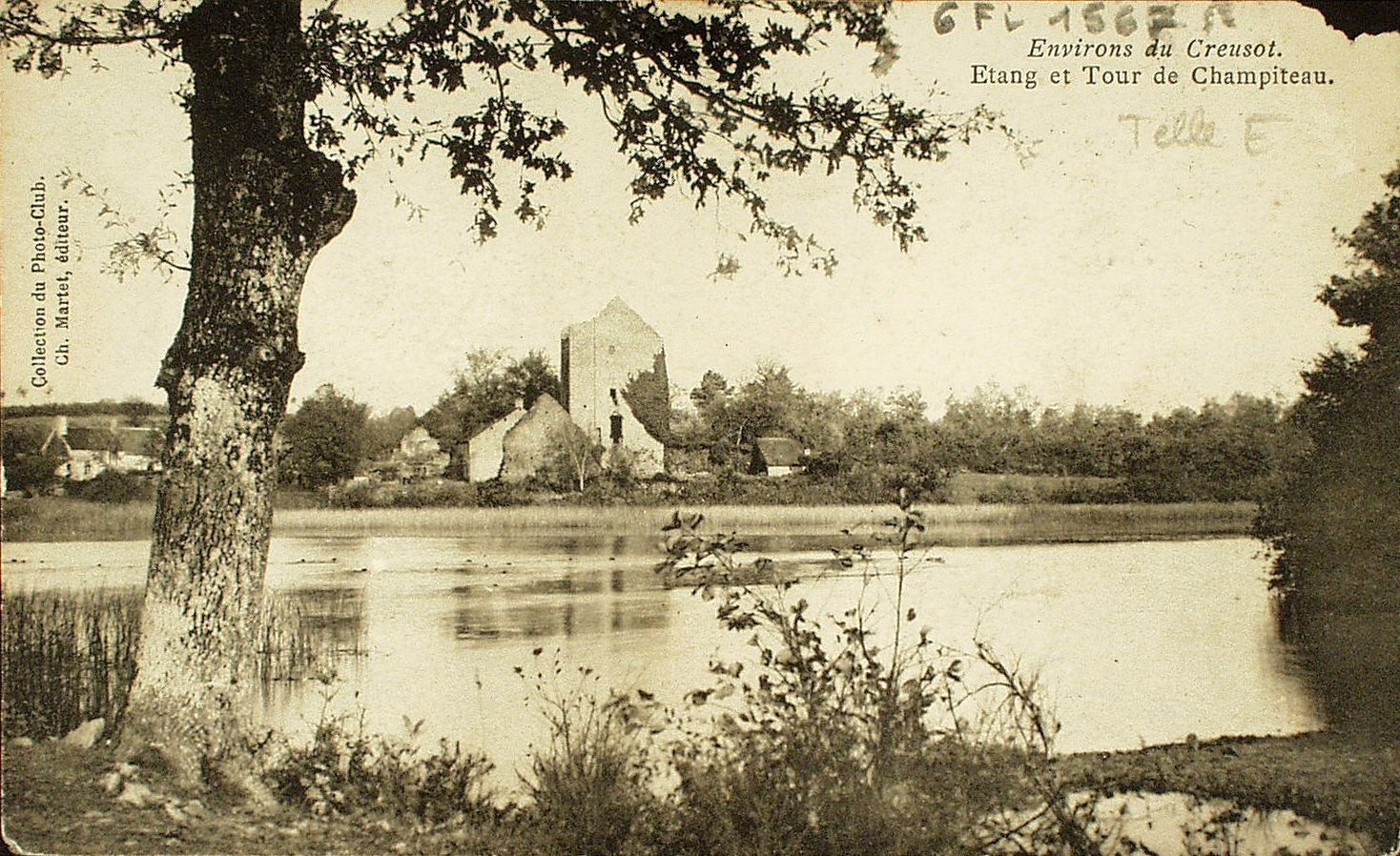
Vue ancienne de la tour de Champiteau.

Sont à voir sur le territoire de Saint-Firmin :
- la tour de Champiteau, reste d'un ancien prieuré (qui faisait partie d'un fief appartenant, dès le XIIe siècle, aux seigneurs d'Antully et de Montjeu ; le conventionnel Le Pelletier de Saint-Fargeau en était le propriétaire au moment de la Révolution française) ;
- l'église romane, remaniée au XVIIIe siècle (l'un des trésors de la commune étant le buste-reliquaire de saint Firmin du XVe siècle, classé au titre des Monuments historiques le 3 septembre 1997[19]) ;
- la source dévotionnelle de Saint-Firmin ;
- des vestiges de voie romaine ;
- un dolmen.

### Personnalités liées à la commune
- L'abbé Pierre Dufresne, desservant de Saint-Firmin à compter de 1784, prêtre insermenté en 1792, qui fut arrêté, incarcéré à Mâcon puis déporté à l'île de Ré pour avoir, en 1795, fait scier l'arbre de la Liberté planté à Saint-Firmin[20].
- Le poète Christian Bobin a vécu  à Saint-Firmin de 2005 jusqu'à sa mort en 2022.

### Héraldique
| Blason de Saint-Firmin | Blason  | D'or à l'enclume de sable à dextre et à la pierre levée du lieu au naturel à senestre ; au chef bandé d'or et d'azur et à la bordure de gueules. |
| Blason de Saint-Firmin | Détails | Le statut officiel du blason reste à déterminer.                                                                                                 |

## Pour approfondir